# Jüdischer Friedhof (Hachenburg)

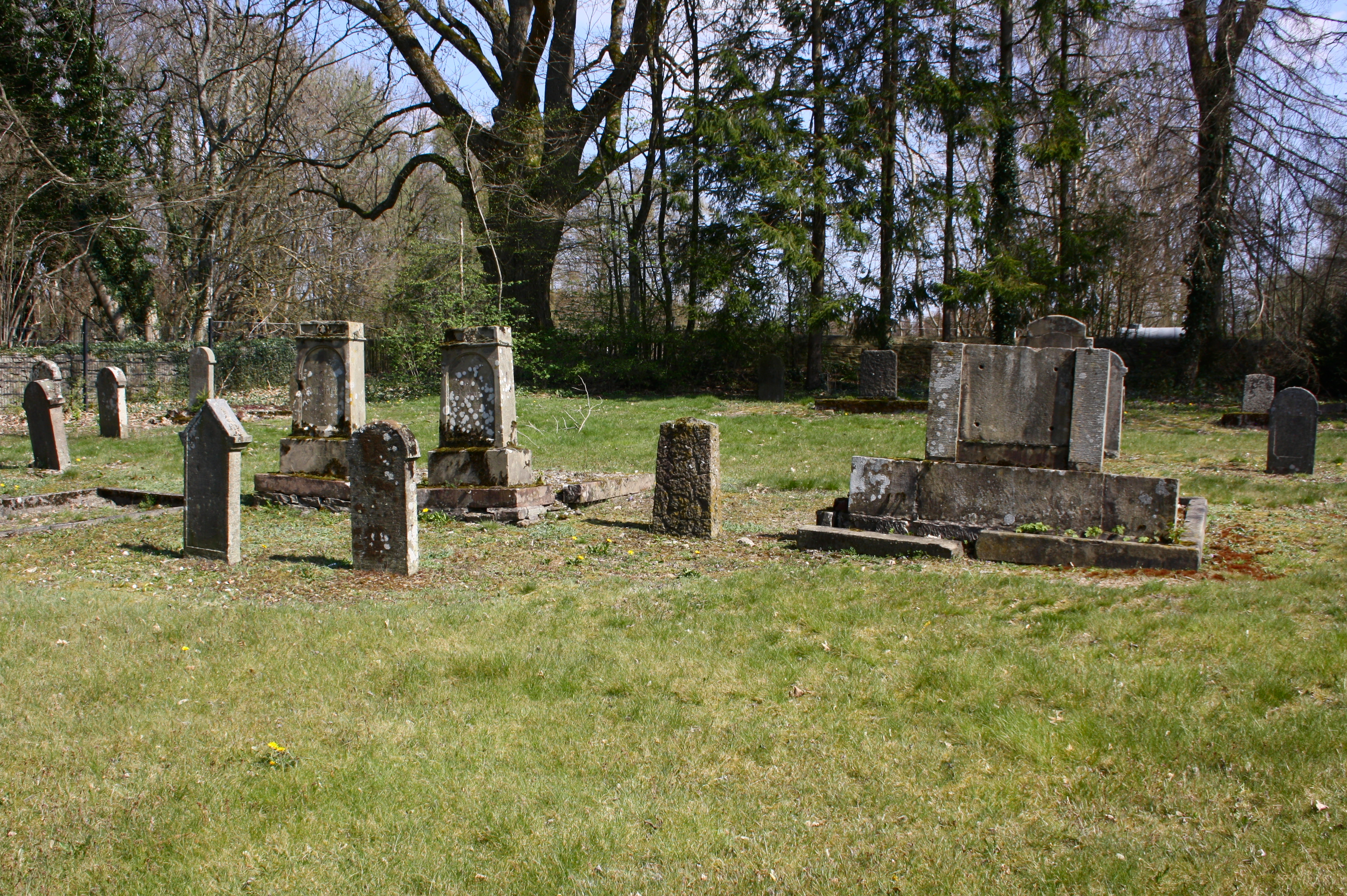
Jüdischer Friedhof Hachenburg (2020)

Der Jüdische Friedhof Hachenburg ist ein Friedhof in der Stadt Hachenburg im Westerwaldkreis in Rheinland-Pfalz. Im Jahr 1991 wurde er unter Denkmalschutz gestellt. Die Jüdische Gemeinde Hachenburg zählte im Jahr 1913 126 Mitglieder, 1932 deren 99.
Der jüdische Friedhof liegt am nordöstlichen Stadtrand vor dem Hachenburger Stadtwald am Dehlinger Weg (frühere Bezeichnung: Judenfriedhofsweg)/Walter-Bernstein-Straße.
Auf dem 4116 m² großen, von einer neueren Steinmauer umgebenen Friedhof, der im Jahr 1781 angelegt und bis 1937 belegt wurde, befinden sich 98 Gräber mit 83 Grabsteinen und ein Gedenkstein von 1975 für die in der Zeit des Nationalsozialismus verfolgten und ermordeten Juden der Stadt.  Der Judenfriedhof wurde erstmals 1587 als Judenkirchhof erwähnt. Die meisten der noch erhaltenen Grabstätten wurden vom Hachenburger Steinmetz und Bildhauer Wilhelm Sax (16. August 1891 bis 26. Juni 1955) angefertigt. Weitere Steinmetzarbeiten stammen von Albert Mai (31. Dezember 1891 bis 15. März 1976) und dessen Sohn Herbert Mai (5. März 1925 bis 13. Februar 2015), dem späteren Schwiegersohn von Wilhelm Sax. 1913 lebten in Hachenburg 126 Juden, 1932 waren es noch 99. Jahr 2011 wurde der Friedhof umfassend saniert.

## Alter Friedhof
Ein alter jüdischer Friedhof (Judenkirchhof) in Hachenburg wird erstmals 1587 (nach anderen Angaben erst 1668) genannt. Seine Lage ist unbekannt. Der Friedhof wurde auch von den Juden aus umliegenden Gemeinden genutzt.